# A Leitura (Fantin-Latour, Lisboa)
A Leitura é uma pintura a óleo sobre tela de 1870 do pintor francês Henri Fantin-Latour (1836-1904), pintura que se encontra atualmente no Museu Calouste Gulbenkian em Lisboa.
A leitura foi tema de várias pinturas do artista (em Galeria), representando, assim, um papel importante na sua obra.

## Descrição e estilo
A pintura constitui um excelente exemplo da qualidade de Henri Fantin-Latour na representação de espaços intimistas, segundo um estilo sóbrio, de sentimento realista, e revelando ao observador o seu universo preferido, um ambiente poético e sonhador, de contornos vagamente melancólicos.
Um aspecto significativo da composição consiste no isolamento interior que parece separar as duas irmãs. O contraste entre a superfície iluminada e a zona mais sombria do quadro, onde as figuras se encontram posicionadas, acentuam a ambiguidade que se pressente entre proximidade e distância, conferindo à cena a sugestão de uma inquietação contida, igualmente presente noutros quadros do pintor.
Como modelos, Fantin-Latour posicionou à esquerda da tela Victoria Dubourg, a sua futura esposa, e à direita, a irmã desta, a figura enigmática de Charlotte Dubourg que fixa intensamente o observador. Esta aparece frequentemente nas obras do pintor, tendo sido equacionada a possibilidade de ter existido uma “cumplicidade silenciosa” entre os dois.

## História
A obra pertenceu a Charles E. Haviland (Paris, 1906-1917), depois a Durand-Ruel (Paris, 1917), tendo sido adquirida por Calouste Gulbenkian em dezembro de 1917.

## Galeria

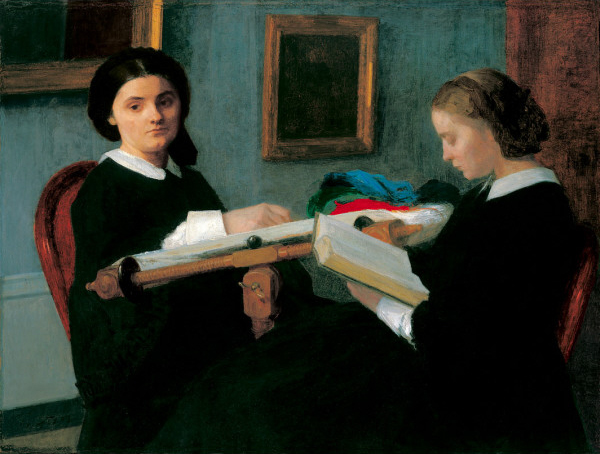
Duas Irmãs (1859), Henri Fantin-Latour, Saint Louis Art Museum, St. Louis (Missouri)
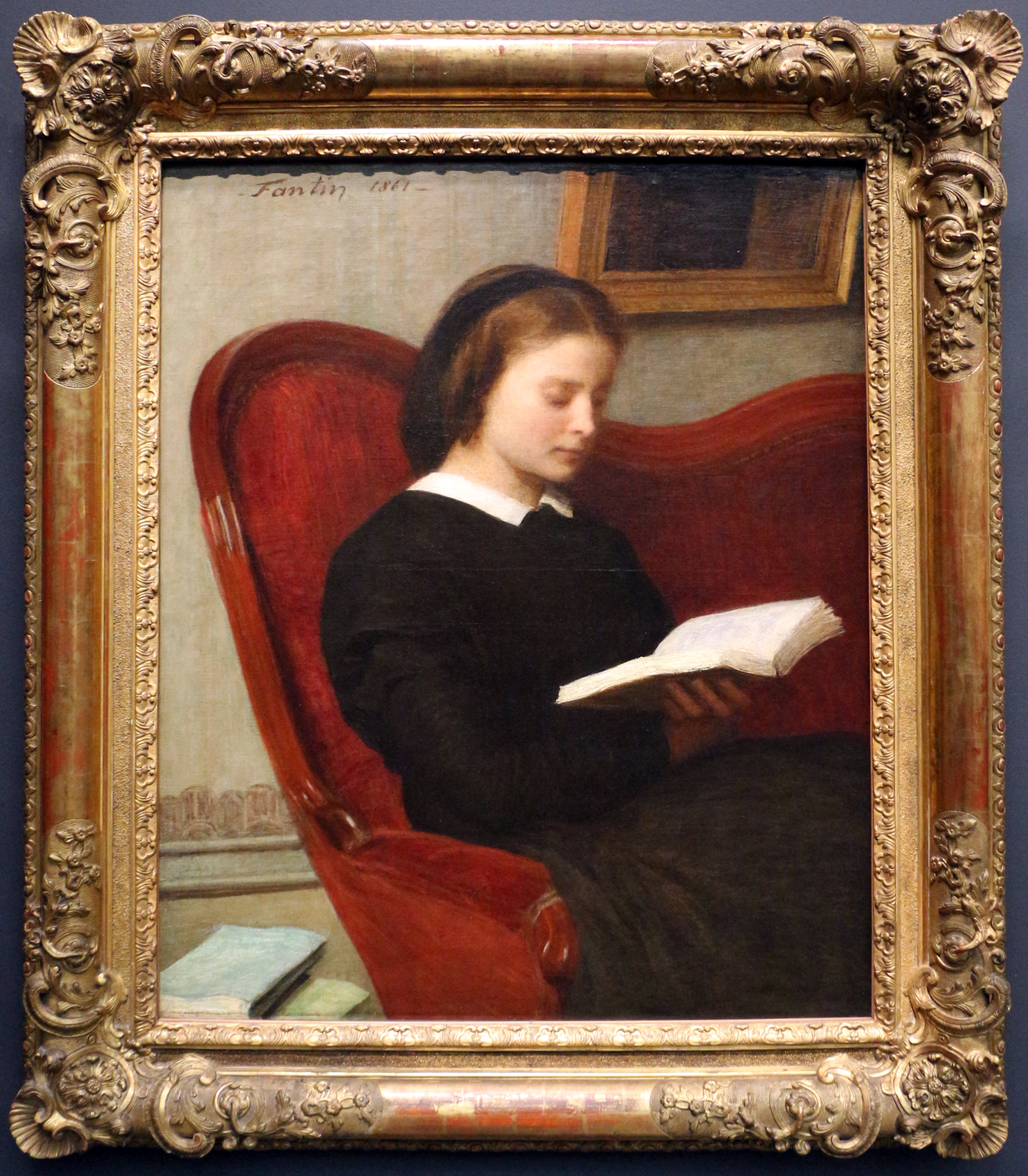
A Leitora (1861), Henri Fantin-Latour, Museu de Orsay, Paris
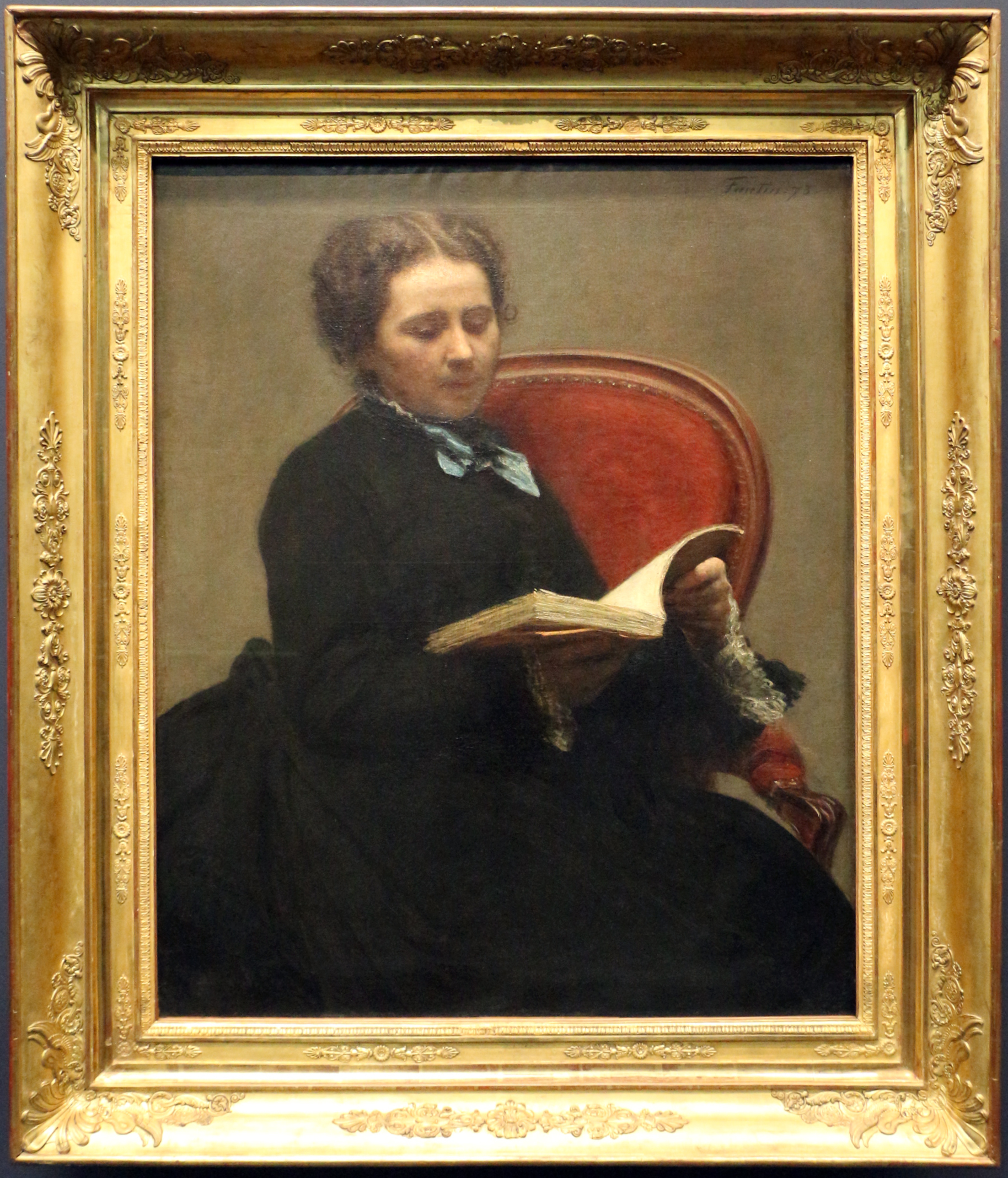
Victoria Dubourg (1873), Henri Fantin-Latour, Museu de Orsay, Paris
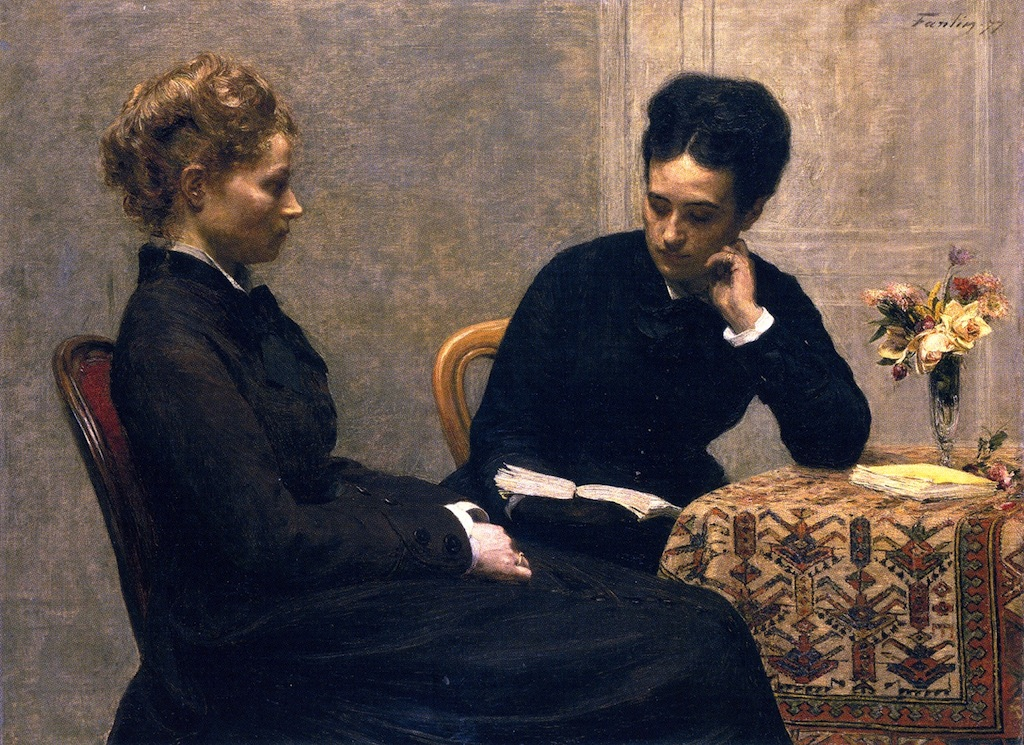
A Leitura (1877), Henri Fantin-Latour, Museu de Belas-Artes, Lyon.

### Ligação externa
- Sítio oficial do Museu Calouste Gulbenkian,